# Guido Rodríguez
Guido Rodríguez (Sáenz Peña, 12 aprile 1994) è un calciatore argentino, centrocampista del West Ham Utd e della nazionale argentina, con cui è diventato  campione del mondo nel 2022 oltre che campione del Sud America nel 2021 e nel 2024.

## Caratteristiche tecniche
È un mediano che non spicca in zona goal ma ben strutturato fisicamente e abile nel recuperare palla. Il numero 5 argentino infatti da equilibrio alla squadra nella fase di non possesso ed è spesso prezioso per far ripartire l'azione.
Il suo ex tecnico ai tempi del Defensa y Justicia lo definisce: "Guido è un calciatore molto tecnico che ha una comprensione di alto livello del gioco e un ottimo tempismo negli interventi,lo paragonerei per caratteristiche a Busquets".

## Carriera

### Club

#### Le esperienze in Argentina e in Messico
Inizia la sua carriera nelle giovanili del River Plate , per poi passare in prestito nella stagione 2016 al Defensa y Justicia dove trova spazio e colleziona 16 presenze.
Nella stagione successiva 2016-17 inizia a decollare la sua carriera da professionista con il trasferimento al Club Tijuana per 2 milioni di euro. In Messico trova spazio da titolare e cresce molto con 5 reti realizzate in 35 presenze.
La buona stagione di Guido Rodriguez attira l'attenzione del Cf América uno dei club più titolati del Messico che investe 6 milioni di euro per acquistarlo. Nel nuovo club trova spazio da titolare e in questa esperienza di tre anni colleziona 79 presenze con 10 reti e due trofei conquistati.

#### Real Betis
Il 14 gennaio 2020 si trasferisce a titolo definitivo al Real Betis. Dal suo arrivo diventa ben presto un pilastro della squadra conquistandosi il posto da titolare come mediano. In Spagna realizza ottime stagioni vincendo la copa del rey nella stagione 2021/22. Il Real Betis mantiene un buon rendimento classificandosi sempre in zona Europa League non andando però oltre agli ottavi di finale della competizione.

#### West Ham
Il 6 agosto 2024 viene acquistato dal West Ham Utd.

### Nazionale
Il 9 giugno 2017 esordisce in nazionale maggiore nell'amichevole vinta 1-0 contro il West Ham Utd.

## Statistiche

### Presenze e reti nei club
Statistiche aggiornate al 16 luglio 2025.
| Stagione           | Squadra            | Campionato         | Campionato | Campionato | Coppe nazionali | Coppe nazionali | Coppe nazionali | Coppe continentali | Coppe continentali | Coppe continentali | Altre coppe | Altre coppe | Altre coppe | Totale | Totale |
| Stagione           | Squadra            | Comp               | Pres       | Reti       | Comp            | Pres            | Reti            | Comp               | Pres               | Reti               | Comp        | Pres        | Reti        | Pres   | Reti   |
| ------------------ | ------------------ | ------------------ | ---------- | ---------- | --------------- | --------------- | --------------- | ------------------ | ------------------ | ------------------ | ----------- | ----------- | ----------- | ------ | ------ |
| 2014               | River Plate        | PD                 | 7          | 0          | CA              | 1               | 0               | -                  | -                  | -                  | -           | -           | -           | 8      | 0      |
| 2015               | River Plate        | PD                 | 9          | 1          | CA              | 1               | 0               | -                  | -                  | -                  | -           | -           | -           | 10     | 1      |
| Totale River Plate | Totale River Plate | Totale River Plate | 16         | 1          |                 | 2               | 0               |                    | -                  | -                  |             | -           | -           | 18     | 1      |
| 2016               | Defensa y Justicia | PD                 | 15         | 0          | CA              | 1               | 0               | -                  | -                  | -                  | -           | -           | -           | 16     | 0      |
| 2016-2017          | Tijuana            | PD                 | 39         | 5          | cMX             | 3               | 0               | -                  | -                  | -                  | -           | -           | -           | 42     | 5      |
| 2017-2018          | América            | PD                 | 37         | 1          | cMX             | 7               | 0               | CCL                | 4                  | 0                  | -           | -           | -           | 48     | 1      |
| 2018-2019          | América            | PD                 | 44         | 8          | cMX             | 7               | 0               | CCL                | -                  | -                  | -           | -           | -           | 51     | 8      |
| 2019-gen. 2020     | América            | PD                 | 22         | 3          | cMX             | 0               | 0               | -                  | -                  | -                  | -           | -           | -           | 22     | 3      |
| Totale América     | Totale América     | Totale América     | 103        | 12         |                 | 14              | 0               |                    | 4                  | 0                  |             | -           | -           | 121    | 12     |
| gen.-lug. 2020     | Betis              | PD                 | 14         | 1          | CR              | 1               | 0               | -                  | -                  | -                  | -           | -           | -           | 15     | 1      |
| 2020-2021          | Betis              | PD                 | 35         | 1          | CR              | 3               | 1               | -                  | -                  | -                  | -           | -           | -           | 38     | 2      |
| 2021-2022          | Betis              | PD                 | 32         | 1          | CR              | 6               | 0               | UEL                | 9                  | 1                  | -           | -           | -           | 47     | 2      |
| 2022-2023          | Betis              | PD                 | 34         | 1          | CR              | 2               | 0               | UEL                | 7                  | 1                  | SS          | 1           | 0           | 44     | 2      |
| 2023-2024          | Betis              | PD                 | 24         | 2          | CR              | 0               | 0               | UEL+UECL           | 5+0                | 0+0                | -           | -           | -           | 29     | 2      |
| Totale Betis       | Totale Betis       | Totale Betis       | 149        | 6          |                 | 12              | 1               |                    | 21                 | 2                  |             | 1           | 0           | 173    | 9      |
| 2024-2025          | West Ham Utd       | PL                 | 23         | 0          | FACup+CdL       | 0+1             | 0+0             | -                  | -                  | -                  | -           | -           | -           | 24     | 0      |
| Totale carriera    | Totale carriera    | Totale carriera    | 335        | 24         |                 | 33              | 1               |                    | 25                 | 2                  |             | 1           | 0           | 394    | 27     |

### Cronologia presenze e reti in nazionale
| Cronologia completa delle presenze e delle reti in nazionale ― Argentina | Cronologia completa delle presenze e delle reti in nazionale ― Argentina | Cronologia completa delle presenze e delle reti in nazionale ― Argentina | Cronologia completa delle presenze e delle reti in nazionale ― Argentina | Cronologia completa delle presenze e delle reti in nazionale ― Argentina | Cronologia completa delle presenze e delle reti in nazionale ― Argentina | Cronologia completa delle presenze e delle reti in nazionale ― Argentina | Cronologia completa delle presenze e delle reti in nazionale ― Argentina |
| Data                                                                     | Città                                                                    | In casa                                                                  | Risultato                                                                | Ospiti                                                                   | Competizione                                                             | Reti                                                                     | Note                                                                     |
| ------------------------------------------------------------------------ | ------------------------------------------------------------------------ | ------------------------------------------------------------------------ | ------------------------------------------------------------------------ | ------------------------------------------------------------------------ | ------------------------------------------------------------------------ | ------------------------------------------------------------------------ | ------------------------------------------------------------------------ |
| 9-6-2017                                                                 | Melbourne                                                                | Brasile                                                                  | 0 – 1                                                                    | Argentina                                                                | Amichevole                                                               | -                                                                        | 69’                                                                      |
| 26-3-2019                                                                | Tangeri                                                                  | Marocco                                                                  | 0 – 1                                                                    | Argentina                                                                | Amichevole                                                               | -                                                                        |                                                                          |
| 8-6-2019                                                                 | San Juan                                                                 | Argentina                                                                | 5 – 1                                                                    | Nicaragua                                                                | Amichevole                                                               | -                                                                        | 56’                                                                      |
| 15-6-2019                                                                | Salvador                                                                 | Argentina                                                                | 0 – 2                                                                    | Colombia                                                                 | Coppa America 2019 - 1º turno                                            | -                                                                        | 42’                                                                      |
| 5-9-2019                                                                 | Los Angeles                                                              | Cile                                                                     | 0 – 0                                                                    | Argentina                                                                | Amichevole                                                               | -                                                                        | 85’                                                                      |
| 9-10-2019                                                                | Dortmund                                                                 | Germania                                                                 | 2 – 2                                                                    | Argentina                                                                | Amichevole                                                               | -                                                                        | 90+2’                                                                    |
| 13-10-2019                                                               | Elche                                                                    | Ecuador                                                                  | 1 – 6                                                                    | Argentina                                                                | Amichevole                                                               | -                                                                        | 46’                                                                      |
| 15-11-2019                                                               | Riyad                                                                    | Brasile                                                                  | 0 – 1                                                                    | Argentina                                                                | Amichevole                                                               | -                                                                        | 83’                                                                      |
| 18-11-2019                                                               | Tel Aviv                                                                 | Argentina                                                                | 2 – 2                                                                    | Uruguay                                                                  | Amichevole                                                               | -                                                                        | 88’                                                                      |
| 13-10-2020                                                               | La Paz                                                                   | Bolivia                                                                  | 1 – 2                                                                    | Argentina                                                                | Qual. Mondiali 2022                                                      | -                                                                        | 69’                                                                      |
| 18-6-2021                                                                | Brasilia                                                                 | Argentina                                                                | 1 – 0                                                                    | Uruguay                                                                  | Coppa America 2021 - 1º turno                                            | 1                                                                        |                                                                          |
| 21-6-2021                                                                | Brasilia                                                                 | Argentina                                                                | 1 – 0                                                                    | Paraguay                                                                 | Coppa America 2021 - 1º turno                                            | -                                                                        |                                                                          |
| 28-6-2021                                                                | Cuiabá                                                                   | Bolivia                                                                  | 1 – 4                                                                    | Argentina                                                                | Coppa America 2021 - 1º turno                                            | -                                                                        | 71’                                                                      |
| 3-7-2021                                                                 | Goiânia                                                                  | Argentina                                                                | 3 – 0                                                                    | Ecuador                                                                  | Coppa America 2021 - Quarti di finale                                    | -                                                                        | 71’                                                                      |
| 6-7-2021                                                                 | Brasilia                                                                 | Argentina                                                                | 1 – 1 dts (3 – 2 dtr)                                                    | Colombia                                                                 | Coppa America 2021 - Semifinale                                          | -                                                                        | 87’                                                                      |
| 10-7-2021                                                                | Rio de Janeiro                                                           | Argentina                                                                | 1 – 0                                                                    | Brasile                                                                  | Coppa America 2021 - Finale                                              | -                                                                        | 54’                                                                      |
| 2-9-2021                                                                 | Caracas                                                                  | Venezuela                                                                | 1 – 3                                                                    | Argentina                                                                | Qual. Mondiali 2022                                                      | -                                                                        | 80’                                                                      |
| 7-10-2021                                                                | Asunción                                                                 | Paraguay                                                                 | 0 – 0                                                                    | Argentina                                                                | Qual. Mondiali 2022                                                      | -                                                                        | 46’                                                                      |
| 14-10-2021                                                               | Buenos Aires                                                             | Argentina                                                                | 1 – 0                                                                    | Perù                                                                     | Qual. Mondiali 2022                                                      | -                                                                        | 73’                                                                      |
| 12-11-2021                                                               | Montevideo                                                               | Uruguay                                                                  | 0 – 1                                                                    | Argentina                                                                | Qual. Mondiali 2022                                                      | -                                                                        |                                                                          |
| 1-2-2022                                                                 | Córdoba                                                                  | Argentina                                                                | 1 – 0                                                                    | Colombia                                                                 | Qual. Mondiali 2022                                                      | -                                                                        |                                                                          |
| 25-3-2022                                                                | Buenos Aires                                                             | Argentina                                                                | 3 – 0                                                                    | Venezuela                                                                | Qual. Mondiali 2022                                                      | -                                                                        | 88’                                                                      |
| 29-3-2022                                                                | Guayaquil                                                                | Ecuador                                                                  | 1 – 1                                                                    | Argentina                                                                | Qual. Mondiali 2022                                                      | -                                                                        |                                                                          |
| 1-6-2022                                                                 | Londra                                                                   | Italia                                                                   | 0 – 3                                                                    | Argentina                                                                | Coppa dei Campioni CONMEBOL-UEFA 2022                                    | -                                                                        |                                                                          |
| 28-9-2022                                                                | Harrison                                                                 | Argentina                                                                | 3 – 0                                                                    | Giamaica                                                                 | Amichevole                                                               | -                                                                        | 55’                                                                      |
| 16-11-2022                                                               | Abu Dhabi                                                                | Emirati Arabi Uniti                                                      | 0 – 5                                                                    | Argentina                                                                | Amichevole                                                               | -                                                                        | 75’                                                                      |
| 26-11-2022                                                               | Lusail                                                                   | Argentina                                                                | 2 – 0                                                                    | Messico                                                                  | Mondiali 2022 - 1º turno                                                 | -                                                                        | 57’                                                                      |
| 15-6-2023                                                                | Pechino                                                                  | Argentina                                                                | 2 – 0                                                                    | Australia                                                                | Amichevole                                                               | -                                                                        | 79’                                                                      |
| 19-6-2023                                                                | Giacarta                                                                 | Indonesia                                                                | 0 – 2                                                                    | Argentina                                                                | Amichevole                                                               | -                                                                        | 85’                                                                      |
| 29-6-2024                                                                | Miami Gardens                                                            | Argentina                                                                | 2 – 0                                                                    | Perù                                                                     | Coppa America 2024 - 1º turno                                            | -                                                                        | 77’                                                                      |
| Totale                                                                   |                                                                          | Presenze                                                                 | 30                                                                       |                                                                          | Reti                                                                     | 1                                                                        |                                                                          |

## Palmarès

### Club

#### Competizioni nazionali
- Campionato argentino: 2

River Plate: 2013-2014 Final, 2013-2014
- Coppa di Spagna: 1

Betis: 2021-2022

#### Competizioni internazionali
- Coppa Sudamericana: 1

River Plate: 2014
- Recopa Sudamericana: 1

River Plate: 2015
- Coppa Libertadores: 1

River Plate: 2015

### Nazionale
- Coppa America: 2

Brasile 2021, Stati Uniti 2024
- Coppa dei Campioni CONMEBOL-UEFA: 1

Finalissima 2022
- Campionato mondiale: 1

Qatar 2022